# USS Indiana (BB-58)
USS Indiana (BB-58) var det andra av fyra snabba slagskepp i South Dakota-klassen som byggdes för den amerikanska flottan på 1930-talet. De första amerikanska slagskeppen som konstruerades efter det att Washingtonavtalet började bryta samman i mitten av 1930-talet, drog de nytta av en upptrappningsklausul som gjorde det möjligt att utöka huvudbatteriet till 406 mm kanoner, men vägran att godkänna större slagskepp gjorde att deras deplacement höll sig nära Washingtongränsen på 36 000 ton. Kravet på att vara bepansrade mot samma kaliber kanoner som de bar, i kombination med deplacementbegränsningen, resulterade i trånga fartyg, ett problem som förvärrades genom krigstidsmodifieringar som avsevärt förstärkte deras luftvärnsbatterier och som innebar en betydande ökning av deras besättningar.
Indiana togs i tjänst i april 1942, då USA var engagerat i andra världskriget, och fartyget sattes omedelbart in i strid i Stillahavskriget mot Japan. Hennes första strid kom i slutet av 1942 när hon stödde marinsoldater som kämpade under Guadalcanal-kampanjen. Under de följande tre åren hade hon två huvudsakliga roller: eldunderstöd för amfibiekrigföring över hela Stilla havet och luftvärnsförsvar för den snabba hangarfartygsstyrkan. Hon besköt japanska positioner under slaget vid Tarawa i november 1943 och slaget om Kwajalein i februari 1944. Under den senare operationen kolliderade hon med slagskeppet Washington och tvingades dra sig tillbaka för reparationer.
Efter att ha återvänt till flottan i april 1944 deltog hon i slaget om Marianerna och Palau, besköt Saipan och hjälpte till att försvara hangarfartygen under slaget om Filippinska sjön. Motorproblem hindrade henne från att delta i slaget om Peleliu i september, men hon var närvarande vid slagen om Iwo Jima och Okinawa 1945. I den sistnämnda striden sköt hon ner ett antal kamikaze-flygplan. Efter den japanska kapitulationen i augusti bidrog hon med män till ockupationsstyrkan innan hon återvände till USA i september. Efter en sista ombyggnad placerades hon i reserv och förblev inaktiv fram till 1962 då hon ströks ur flottans register och såldes för skrotning året därpå.

## Design

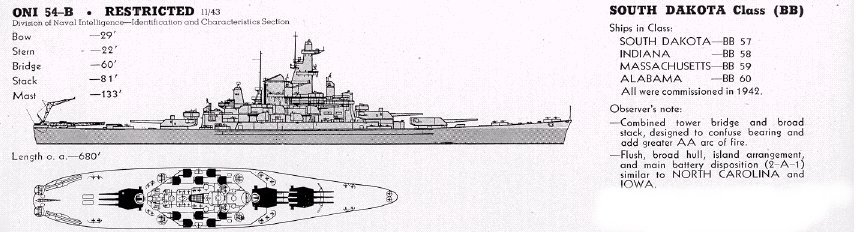
Igenkännings-ritning av ett South Dakota-klass slagskepp

South Dakota-klassen beställdes i samband med den globala flott-upprustningen i samband med att Washingtonavtalet som styrde byggandet av slagskepp under 1920-talet och början av 1930-talet bröts samman. Enligt Washington- och Londonfördraget var så kallade fördragsbundna slagskepp begränsade till ett standarddeplacement på 36 000 ton och ett huvudbatteri med 356 mm kanoner. Efter Japans beslut att överge fördragssystemet beslutade USA:s flotta 1936 att åberopa "eskaleringsklausulen" i det andra Londonfördraget som gjorde det möjligt att öka deplacementet till 46 000 ton och beväpningen till 406 mm kanoner. Kongressens invändningar mot att öka storleken på de nya fartygen tvingade konstruktörerna att hålla deplacementet så nära 36 000 t som möjligt, samtidigt som de större kanonerna och det tjockare pansaret skulle vara tillräckligt för att besegra fientliga fartyg med kanoner av samma kaliber.
Indiana var 210 m långt och hade en bredd på 32,97 m och ett djupgående på 10,69 m. Hennes deplacement var 38 580 ton i original utförande och upp till 45 233 ton vid fullast. Fartyget drevs av fyra ångturbiner från General Electric, som var och en drev en propelleraxel, med hjälp av ånga från åtta oljeeldade Babcock & Wilcox-pannor. Turbinerna hade en effekt på 130 000 hästkrafter (97 000 kW) och var avsedda att ge en toppfart på 27,5 knop (50,9 km/h). Fartyget hade en räckvidd på 15 000 nautiska mil (28 000 km) vid en hastighet av 15 knop (28 km/h). Hon hade tre Vought OS2U Kingfisher-flygplan för flygspaning, som avfyrades av ett par flygplanskatapulter monterade på hennes akter. Hennes besättning i fredstid uppgick till 1 793 officerare och värnpliktiga, men under kriget svällde besättningen till 2 500 officerare och värnpliktiga.
Fartyget var beväpnat med ett huvudbatteri med nio Mark 6-kanoner i kaliber 406/45 i tre trippelkanontorn på mittlinjen, varav två är placerade i ett överfyrarpar framåt och det tredje akterut. Det sekundära batteriet bestod av tjugo 127 mm/38-kaliber allmålskanoner monterade i dubbeltorn som var grupperade mittskepps, fem torn på vardera sidan. Från början var fartyget utrustat med ett luftvärnsbatteri med tolv 28 mm kanoner och tolv 12,7 mm (.50-kaliber) M2 Browning-kulsprutor, men det kompletterades senare med ett batteri med sex fyrdubbla 40 mm Bofors-kanoner i stället för 28 mm kanonerna och trettiofem 20 mm Oerlikon automatkanoner i stället för kulsprutorna.

### Modifieringar
Indiana fick en rad modifieringar under krigets gång, som främst bestod av tillägg till luftvärnet och olika typer av radarutrustning. Det första tillägget var installationen av en SC sökradar 1941, monterad i förmasten, som senare ersattes med en uppsättning av SK-typ. Samtidigt installerades en SG ytspaningsradar i den främre överbyggnaden; en andra SG-uppsättning lades till i huvudmasten efter erfarenheter från Guadalcanal-kampanjen 1942. År 1943 fick hon en Mark 3 eldledningsradar, monterad i kommandotornet för att hjälpa till med att styra huvudbatteriets kanoner. Mark 3 ersattes snabbt med en modernare Mark 8 radar, och Mark 4 radarsystem för sekundärartilleriet installerades. Hon fick senare Mark 12/22-apparater i stället för Mark 4. Indiana fick också en TDY störsändare.
Fartygets lätta luftvärn utökades gradvis. Ytterligare tre fyrdubbla 40 mm kanoner lades till i slutet av 1942. I januari 1943 hade det installerats ytterligare arton 20 mm-kanoner, vilket innebar att det totala antalet kanoner uppgick till femtiotre stycken. Ytterligare två fyrdubbla 40 mm lades till i februari, och ytterligare sju 20 mm kanoner lades till senare samma år för att få ett totalt batteri med sextio eldrör. I juli 1944 hade fem av 20 mm-kanonerna tagits bort; och tre till hade tagits bort vid krigsslutet i mitten av 1945.

## Tjänstgöring

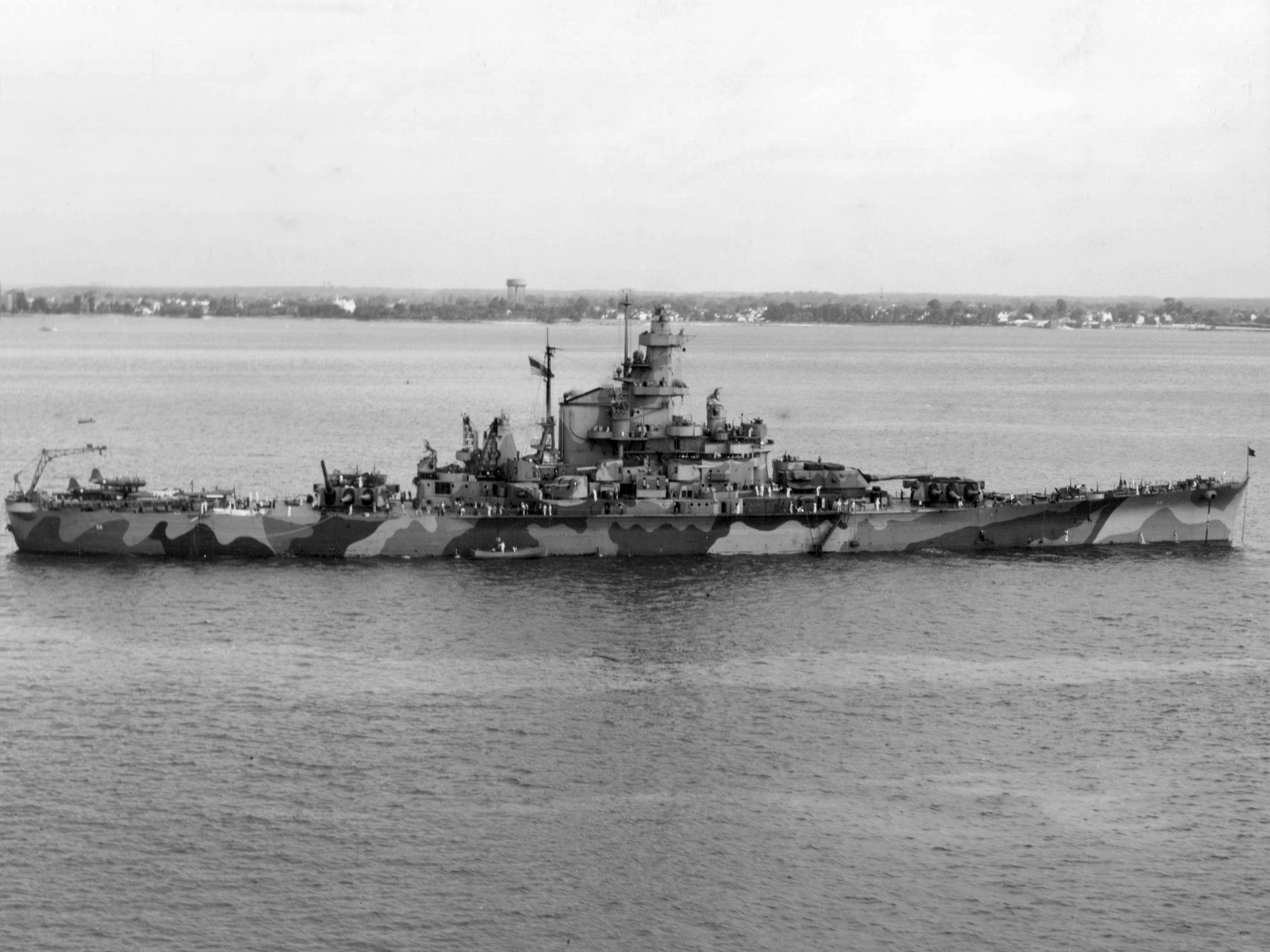
USS Indiana genomför sjötester, 8 september 1942

### Konstruktion
Det nya slagskeppet godkändes den 27 mars 1934 genom Vinson-Trammell Act och president Franklin D. Roosevelt godkände namnet Indiana den 21 september 1938. Indiana kölsträcktes den 20 november 1939 vid Newport News Shipbuilding and Dry Dock Company i Newport News, Virginia. Det färdiga skrovet sjösattes den 21 november 1941 och dopet utfördes av Margaret Robbins, dotter till Indianas guvernör Henry F. Schricker. Indiana färdigställdes i april 1942 och togs i bruk i flottan den 30 april. Dåvarande kapten Aaron S. Merrill var fartygets första befälhavare. Under den omfattande invigningsceremonin, där marinminister Frank Knox närvarade, bar fartyget flaggan från det gamla slagskeppet Indiana som hade använts under slaget vid Santiago de Cuba 1898.
Utrustningsarbetet fortsatte i Newport News till den 20 maj och dagen därpå avgick Indiana för att påbörja sjötester. De första försöken genomfördes i Chesapeake Bay den 26-29 maj och den 31 maj avgick hon till Hampton Roads, Virginia. Ytterligare tester följde den 1 juni, under vilka hon eskorterades av jagarna Charles F. Hughes, Hilary P. Jones, Ingraham och Woolsey. Skytteutbildning och olika övningar fortsatte i september, och den 29 avgick hon till Casco Bay i Maine. Fartyget förklarades vara redo för aktiv tjänstgöring den 9 november och avgick samma dag till Panamakanalen. Vid den här tiden hade USA varit i krig med Tyskland och Japan i nästan ett år och befann sig mitt i Guadalcanal-kampanjen i Stilla havet; Indiana beordrades att ansluta sig till de styrkor som var engagerade där.

### Stilla havet

#### Slagen om Guadalcanal, Tarawa och Kwajalein

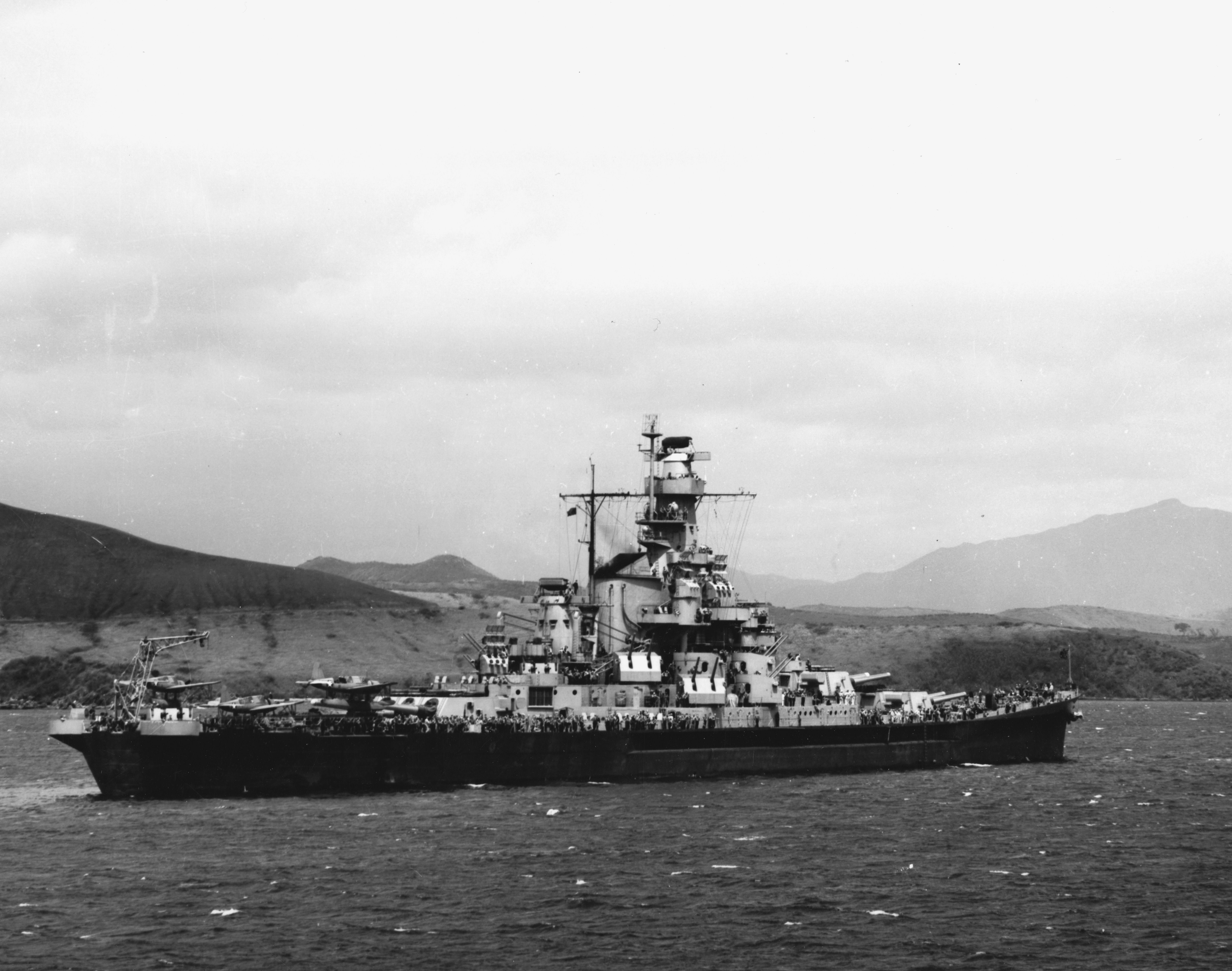
Indiana i södra Stilla havet, december 1942

Den 14 november utsågs Indiana till flaggskepp för Grupp 2.6, som bestod av den lätta kryssaren Columbia och jagarna De Haven och Saufley. De fyra fartygen fortsatte sedan till Tonga och anlände på eftermiddagen den 28 november. Efter att ha tankat övergick Indiana till Grupp 66.6 två dagar senare och fortsatte till Nouméa, dit hon anlände den 2 december. Där deltog hon i övningar med fartyg från Styrka 64. Fartyget fungerade som ersättare för sitt systerfartyg South Dakota, som hade skadats svårt under det andra sjöslaget vid Guadalcanal. Indianas huvudsakliga uppgift bestod i ge eldunderstöd till de amerikanska landstyrkorna på Guadalcanal.
I januari 1943 hade fartyget fått sällskap av slagskeppen North Carolina och Washington. De tre slagskeppen samlades som Styrka 64 under konteramiral Willis Lee och slyddade konvojer för att stödja striderna på Salomonöarna under nästa år. Dessa operationer omfattade bland annat att eskortera en grupp av sju fartyg som transporterade delar av 25:e infanteridivisionen till Guadalcanal från den 1 till den 4 januari 1943. Under en annan av dessa konvojoperationer senare samma månad var slagskeppen för långt söderut för att kunna komma till hjälp för den amerikanska kryssarstyrkan under slaget om Rennell Island i slutet av månaden. Under slaget om New Georgia fick slagskeppsstyrkan, som nu omfattade Indiana, North Carolina och Massachusetts, i uppdrag att skydda invasionsflottan mot eventuella japanska attacker. Indiana stödde den hangarfartygsstyrka som anföll Minami-Torishima den 31 augusti-1 september. Hon deltog i slaget vid Tarawa den 20-23 november och utgjorde en del av luftvärnsskärmen för hangarfartygen i Styrka 50.2 utanför Makinatollen, inklusive Enterprise, Belleau Wood och Monterey. Den 8 december besköt Indiana, fyra andra slagskepp och tolv jagare japanska positioner på Nauru. De fem slagskeppen avfyrade totalt 810 406 mm granater mot ön.
Den 1 januari 1944 tilldelades Indiana Grupp 37.2, och den 16 januari deltog hon i skjutövningar med South Dakota och jagarna USS Burns, Charrette och USS Conner. De fem fartygen, som fick sällskap av North Carolina, Washington och ytterligare tre jagare, gav sig sedan iväg den 18 januari för nästa stora amfibieoperation Stilla havet, kampanjen på Marshallöarna. De mötte upp med hangarfartygen Bunker Hill och Monterey till sjöss, och efter att ha anlänt till Funafuti den 20 januari fick förbandet en ny beteckning, Grupp 58.1. Vid den här tiden hade gruppen vuxit till att omfatta hangarfartygen Enterprise, Yorktown, Belleau Wood och ytterligare kryssare och jagare. Mer träning ägde rum mellan den 25 och 28 januari få Indiana fungerade som mål för simulerade luftangrepp från hangarfartygens flygplan. Under operationen tjänstgjorde Indiana som flaggskepp för åttonde slagskeppsdivisionen, som leddes av konteramiral Glenn B. Davis.

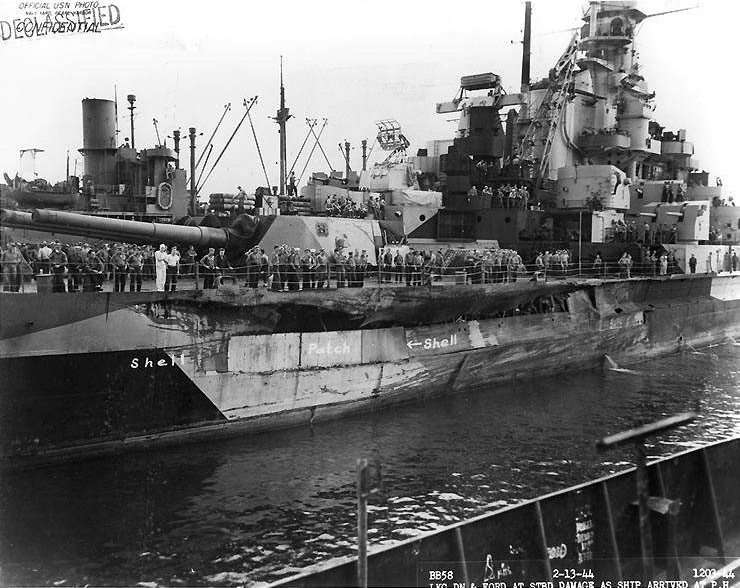
Foto på Indiana som visar de temporära lagningar som användes efter kollisionen med Washington

I slutet av januari deltog Indiana i operationer för att förbereda invasionen av Kwajalein på Marshallöarna. Den 29 januari attackerade fartyget Maloelap tillsammans med Washington och hangarfartygen Enterprise och Yorktown, och dagen därpå började fartygen beskjuta Kwajalein för att mjuka upp det japanska försvaret. Den 30 januari avdelades Indiana, Massachusetts och Washington, eskorterade av fyra jagare, för att attackera Kwajalein. De nådde sina skjutpositioner tidigt nästa morgon och Indiana öppnade eld kl. 09:56. Hon och de andra fartygen sänkte sex mindre fartyg som låg förtöjda på atollen. Japanska artilleribatterier attackerade de amerikanska fartygen, men Indiana träffades inte. Hon fortsatte att beskjuta japanska positioner runt ön fram till 14:48 innan hon avgick 17:15 för att återvända till hangarfartygen. Hon hade avfyrat cirka 306 granater från sitt huvudbatteri och 2 385 skott från sina 127 mm kanoner.
Indiana drog sig därefter tillbaka för att eskortera hangarfartygetstyrkan över natten. När Indiana befann sig utanför öarna tidigt på morgonen den 1 februari kolliderade hon med slagskeppet Washington. Fartygen var mörklagda för att japanska observatörer inte skulle kunna se dem, och i mörkret vände Indiana framför Washington. Indiana skadades svårt, styrbords propelleraxel förstördes och bältespansaret och torpedskyddet blev också skadade. Skeppet fick cirka 61 meter pansarplåt bortriven från sitt skrov och Washington fick en 6,1 meter lång sektion av sin bog bortriven. Olyckan dödade tre män och skadade ytterligare sex personer ombord på Indiana, varav en av dem senare dog. En efterföljande undersökning av olyckan gav Indiana skulden, eftersom hennes besättning inte informerade de andra fartygen i enheten om sina kursändringar.
Davis överförde sin flagga till ett annat fartyg och den 2 februari avgick Indiana till Majuro för tillfälliga reparationer innan det fortsatte till Pearl Harbor den 7 februari. Indiana anlände den 13 februari och torrdockades nästa dag för reparationer som pågick fram till den 7 april. Därefter genomförde hon sjötester och provsköt sitt huvudbatteri för att säkerställa att det inte fanns några kvarstående strukturella problem från kollisionen. Hon tillbringade de följande två veckorna med att träna sina kanonbesättningar innan hon avgick i slutet av april för att återförenas med flottan för nästa operation i centrala Stilla havet.

#### Marianaöarna

Indiana i januari 1944

Indiana anlände till Seeadler Harbor på Manus den 26 april och Davis återvände till sitt flaggskepp två dagar senare. Samma dag gav hon sig iväg tillsammans med Massachusetts och fyra jagare för att ansluta sig till Styrka 58 för Operation Hailstone, den stora attacken mot Chuuk Lagoon som genomfördes under loppet av den 29-30 april. Den 1 maj deltog Indiana i en attack mot Pohnpei på Senyavinöarna och besköt ön i ungefär en timme innan hon drog sig tillbaka efter att ha haft svårt att lokalisera lämpliga mål. Tre dagar senare anlände den amerikanska flottan till Majuro, där den påbörjade förberedelserna för invasionen av flera öar i Marianerna. Flottan gick ut den 6 juni för att inleda kampanjens första etapp, invasionen av Saipan. Indiana, Washington och fyra eskorterande jagare utsågs till Enhet 58.7.3. Under bombardemanget före invasionen, som inleddes den 13 juni och pågick i två dagar, avfyrade Indiana 584 granater från sitt huvudbatteri. Sent på dagen den 15 juni, efter att markstyrkorna hade gått i land, inleddes japanska flyganfall mot invasionsflottan. Indiana inledde undanmanövrar för att undvika attackerna, bland annat avfyrade ett torpedflygplan runt 19:10 en torped mot fartyget som inte exploderade. Hennes luftvärnskanoner sköt ner flygplanet, tillsammans med ett annat flygplan tre minuter senare. Fartyget skadades inte av attackerna.
Ett mer betydande japanskt motangrepp kom i form av första mobila flottan, den viktigaste hangarfartygsstyrkan. I det efterföljande slaget om Filippinska sjön den 19-20 juni gav Indiana luftvärnsunderstöd till den amerikanska hangarfartygsflottan. Hon och South Dakota rapporterade den första vågen av japanska flygplan tidigt den 19 juni, och klockan 10.48 öppnade hennes luftvärnskanoner eld och sköt snabbt ner ett japanskt flygplan. Fartyget tvingades till undanmanövrar omkring klockan 11.50 när ett torpedflygplan attackerade henne, men torpeden exploderade turligt nog i fartygets kölvatten. När ett japanskt jaktplan närmade sig för att beskjuta Indiana, sköt hennes kanoner bort planets stjärtparti kl. 12:13, vilket fick det att krascha i havet. Fartygets tur tog slut kort därefter, då en brinnande Nakajima B5N2 torpedflygplan kraschade in i hennes styrbordssida och kastade brinnande spillror över däcket. Fartyget skadades inte i kraschen och Indiana fortsatte obehindrat. Under striden hade hon avfyrat 416 granater från sina sekundära kanoner, 4 832 stycken 40 mm skott och cirka 9 000 skott från sina 20 mm kanoner.
Den 4 juli plockade en av Indianas Kingfishers upp två män från hangarfartyget Lexington efter att deras flygplan hade störtat. Indiana stannade utanför Marianerna fram till början av augusti, då hon avdelades till Enewetok för att fylla på med ammunition och förnödenheter. Hon avgick den 30 augusti med Styrka 34 och mötte Styrka 38 den 3 september, som var planerad att attackera Palauöarna senare samma månad. Indiana fick dock motorproblem och hon skickades till Seeadler Harbor för reparationer som pågick från den 21 september till den 4 oktober. Under denna period bytte Davis flaggskepp till Massachusetts. Indiana anslöt sedan till slagskeppet Idaho och kryssarna Indianapolis och Cleveland för resan till Pearl Harbor. De anlände dit den 14 oktober och två dagar senare lämnade Indiana och Idaho, eskorterade av två jagare, Puget Sound Navy Yard för en översyn som avslutades den 30 november. Efter en omgång sjötester avgick Indiana den 6 december mot Pearl Harbor, där hon genomförde övningar och ytterligare reparationer som pågick fram till slutet av året.

#### Slagen om Iwo Jima och Okinawa
Konteramiral Oscar C. Badger II, befälhavare för Enhet 12.5.2, hissade sin flagga ombord på fartyget den 8 januari 1945 och det lämnade Pearl Harbor två dagar senare tillsammans med jagaren Borie och mineläggaren Gwin. Fartygen kryssade till Eniwetok och fortsatte därifrån till Saipan där hon anslöt sig till resten av sitt förband den 20 januari. Förbandet gick ut den 22 januari och satte kurs mot Iwo Jima och anlände dit två dagar senare. Vid ankomsten besköt Indiana, tre tunga kryssare, sju jagare och Gwin ön som förberedelse för invasionen av ön en månad senare. Klockan 13:17 attackerade ett Nakajima B6N torpedflygplan fartygen men drevs bort av kraftig luftvärnseld. Indiana avfyrade totalt 200 granater från sitt huvudbatteri innan dålig sikt tvingade henne att upphöra med eldgivningen kl. 15:55. Hon lämnade området nästa morgon och ångade till Ulithi dit hon anlände den 26 januari. Badger övergick sedan till slagskeppet New Jersey och Indiana sysselsatte sig med luftvärnsutbildning under resten av månaden.
Fartyget avgick den 10 februari som en del av Grupp 58.1 för en räd mot Tokyo; en grupp hangarfartyg inledde luftangrepp mot mål i området den 16 februari, följt av en serie attacker mot olika mål på Boninöarna (inklusive Iwo Jima), varefter de genomförde ett andra anfall mot Tokyoområdet den 25 februari. Flottan återvände till Ulithi den 3 mars för påfyllning av förnödenheter. Den 14 mars avgick Indiana tillsammans med South Dakota, Massachusetts, North Carolina och Washington, nu med beteckningen Enhet 58.1.3, till sjöss för att stödja en ny omgång attacker mot Japan som genomfördes tre dagar senare. Hon sköt ner ett japanskt flygplan tidigt den 19 mars innan hangarfartygen attackerade olika punkter på ön Kyushu. Senare samma dag ångade flottan för att slå till mot varv i Kure. Hangarfartygen Wasp och Franklin skadades svårt av japanska flygattacker och tvingades dra sig tillbaka.
Den 23 mars tog sig Indiana till Okinawa för att delta i det förberedande bombardemanget av ön. Hon avfyrade 180 granater från huvudbatteriet nästa dag och återförenade sig sedan med flottan. Hon återupptog sin luftförsvarsroll under de kommande dagarna medan hangarfartygen inledde attacker mot ön. Under stora delar av april gav Indiana och resten av Grupp 58.1 stöd till  soldater som kämpade i slaget om Okinawa. Den 7 april inledde japanerna en stor motattack mot de allierade sjöstridskrafterna, inklusive storskaliga kamikazeattacker och Operation Ten-Go med slagskeppet Yamato, men de slogs tillbaka med stora förluster. Kamikazeangreppen fortsatte under hela månaden och den 12 april försökte två jaktplan - en Mitsubishi A6M Zero och en Nakajima Ki-43 - krascha mot Indiana, men hennes tunga luftvärnseld sköt ner båda innan de hann träffa henne, även om ett fragment från ett av flygplanen träffade en marinsoldat ombord på fartyget. Två dagar senare sköt hon ner ytterligare tre Ki-43:or. Den 15 april öppnade hon av misstag eld mot ett par amerikanska Grumman F6F Hellcat jaktplan, men skadade dem inte. Senare samma dag mötte hon upp med trängfartyg för att fylla på bränsle.
Fartygen i åttonde slagskeppsdivisionen lämnade Okinawa i slutet av månaden och återvände till Ulithi, där de stannade mellan den 1 och 9 maj. Indiana avgick sedan för att eskortera hangarfartyg för en ny serie attacker mot Kyushu som inleddes den 12 maj. Två dagar senare sköt hon ner en A6M kamikaze och hjälpte till att bärga en F6F-pilot som hade skjutits ner av japansk eld. Den 27 maj avlöste Tredje flottan den Femte flottan som operativt befäl, och alla flottstyrkor och underordnade enheter numrerades tillbaka till beteckningar i 30-serien, vilket återförde Indiana till Grupp 38.1. I början av juni bildades en kraftig cyklon i Filippinska sjön och rörde sig norrut mot Okinawa där den träffade Tredje flottan den 5 juni söder om ön. Indiana noterade vindhastigheter så höga som 80 knop (150 km/h), vilket slet en av hennes Kingfishers från katapulten och kastade den i havet. Vindarna blåste också in havsvatten i ventilationsintagen till maskinrummet, vilket kortslöt hennes ställverk och gjorde hennes styrkontroller obrukbara i cirka fyrtio minuter. Trettiosex fartyg i flottan skadades av stormen, men Indiana drabbades bara av lätta skador.
Flottan återupptog sina normala operationer till stöd slaget om Okinawa den 7 juni, inklusive flygattacker mot japanska flygfält på Kyushu nästa dag som Indiana stödde. Med en eskort av fem jagare den 9 juni ångade Indiana, Alabama och Massachusetts för att beskjuta japanska anläggningar på ön Minami Daito Jima. Indiana avdelades därefter för att fylla på ammunition och andra förnödenheter i San Pedro Bay i Filippinerna dit hon anlände den 11 juni.

#### Operationer utanför Japan

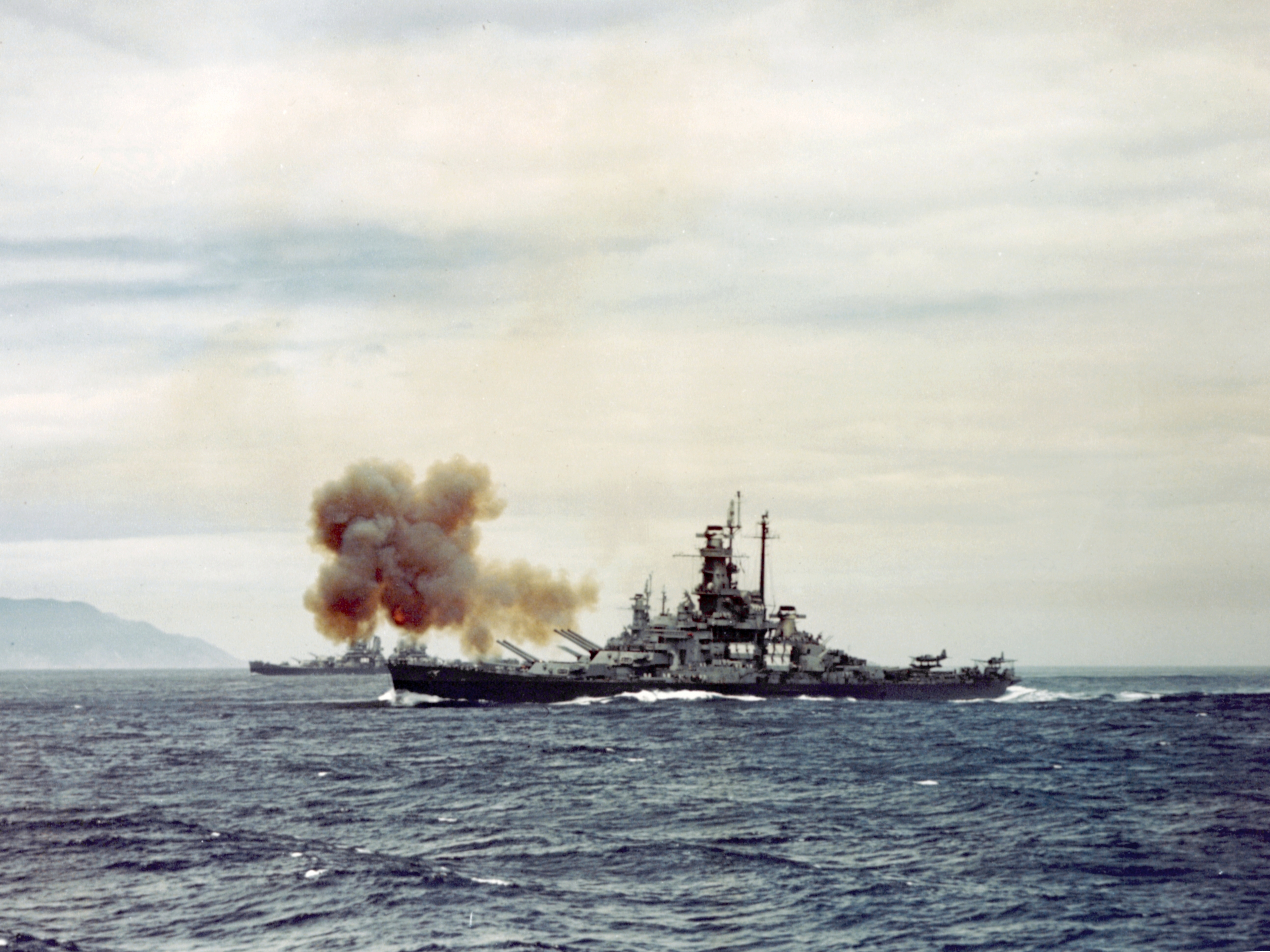
USS Indiana beskjuter Kamaishi, Japan, den 14 juli 1945

Indiana återvände till Grupp 38 i början av juli. Hon stödde hangarfartygsattacker mot Tokyo-området den 10 juli och deltog i det första bombardemanget av de japanska hemöarna med stora fartyg under kriget. För attacken, som ägde rum den 14 juli, tilldelades Indiana Enhet 34.8.1, som omfattade Massachusetts och South Dakota, de tunga kryssarna Chicago och Quincy samt nio jagare. Det primära målet var ett industrikomplex i Kamaishi som omfattade Japan Iron Co. och Kamaishi stålverket. Indiana avfyrade 271 granater från sina 406 mm kanoner, men röken hindrade hennes spaningsflygplan från att observera effekterna av beskjutningen, även om en jagare återvände nästa dag och rapporterade att bränderna fortfarande brann. Indiana återupptog sedan sin roll som luftvärnseskort för den snabba hangarfartygsstyrka tills hon beordrades att delta i en ny operation med Enhet 34.8.1 den 29 juli. Denna attack, som gjordes tillsammans med brittiska Styrka 37 - med slagskeppet HMS King George V - riktade sig mot industrianläggningar i Hamamatsu. Indiana avfyrade 270 granater under bombardemanget.
Den 1 augusti avdelades den åttonde slagskeppsdivisionen för att bilda Stödenhet 38.1.2. Fartygen fortsatte sina attacker mot kuststäderna tillsammans med Styrka 37. En av Indianas Kingfishers störtade oavsiktligt i havet den 7 augusti och dess besättning omkom. Fartygen i divisionen genomförde en andra attack mot Kamaishi den 9 augusti, där Indiana avfyrade totalt 270 granater mellan 12:46 och 14:45. Detta skulle visa sig vara fartygets sista offensiva operation. Japan gick med på att kapitulera villkorslöst den 15 augusti medan Indiana var på väg till kusten för att stödja en ny våg av hangarfartygsattacker. Istället för ammunition lastades mat och medicinska förnödenheter på hangarfartygens flygplan för att överföras till krigsfångeläger. Indiana bidrog med en landstigningsgrupp som skulle skickas i land den 30 augusti och som ingick i de första ockupationsstyrkorna.
Efter den formella kapitulationen den 2 september stationerades Indiana i Tokyobukten den 5 september. Under den följande veckan förtöjdes Indiana i hamnen och användes för att behandla före detta amerikanska krigsfångar, däribland 54 personer från flottan, 28 marinsoldater, 64 civila och ett antal soldater från den amerikanska och kanadensiska armén. Den 15 september gav hon sig iväg i sällskap med jagaren Mansfield på väg till Kalifornien. Hon var tvungen att färdas med en hastighet på 18 knop (33 km/h) eftersom hennes tredje axel hade låst sig och inte kunde användas. Under resan genomförde besättningen en rad olika skjutövningar. De två fartygen nådde Pearl Harbor den 22 september innan Indiana fortsatte till San Francisco nästa dag, som hon nådde den 29 september. Där gick hon i land med 1 013 passagerare.

### Efterkrigstiden
Indiana lades omedelbart i torrdocka på Hunters Point Naval Shipyard för reparationer som pågick till den 31 oktober. Därefter gick hon till Puget Sound där ammunition och annat brännbart material lossades. Därefter torrdockades hon igen den 15 november för att förberedas för avaktivering. Den 29 mars 1946 tillkännagav flottan efterkrigsplan nummer två, som beskrev de reduceringar av styrkorna som ansågs nödvändiga. Indiana skulle överföras till reservflottan i Stilla havet tillsammans med Alabama.
Under tiden som hon låg i reserv utarbetades planer för att modernisera Indiana och de andra fartygen i hennes klass om de skulle behövas för framtida aktiv tjänst. I mars 1954 föreslogs ett program för att utrusta de fyra fartygen med sekundära batterier bestående av tio dubbelmonterade 76 mm kanoner, men planen gick om intet. En annan plan för att omvandla fartyget till ett slagskepp med styrda robotar skapades 1956-1957, men kostnaden för ombyggnaden visade sig vara för stor. Hon skulle ha fått alla tre huvudbatteritorn avlägsnade och ersatts med en dubbel RIM-8 Talos-avfyrningsramp framåt, två RIM-24 Tartar-avfyrningsramper bakåt, ubåtsjaktsutrustning och helikopterfaciliteter. Den totala kostnaden för projektet skulle ha blivit 120 miljoner dollar.
Fartygen förblev i Bremerton, Washington i början av 1960-talet. Den 27 juni 1961 utsåg amiral Arleigh Burke, chefen för flottans operationer, de fyra slagskeppen i South Dakota-klassen som lämpliga för avyttring, och den 1 maj 1962 rekommenderade Fred Korth, marinens sekreterare, att fartyget skulle strykas ur flottans fartygsregister med verkan från och med den 1 juni. Hon såldes därefter för skrotning den 6 september 1963 och bröts upp.